# Francisco Ayala
Francisco Ayala García-Duarte (Granada, 16 marzo 1906 – Madrid, 3 novembre 2009) è stato uno scrittore spagnolo.

## Biografia
Il suo primo romanzo, Tragicomedia de un hombre sin espíritu (Tragicommedia di un uomo senza spirito) fu pubblicato nel 1925, quando aveva solo 19 anni.  All'inizio della Guerra Civile Spagnola, Ayala lasciò il Paese.  Dopo esser tornato per breve tempo in Spagna, servì come segretario della Repubblica Spagnola a Praga. Alla fine della guerra civile si trasferì in esilio in Argentina, dove visse dal 1939 al 1950. Continuò a insegnare sociologia e a scrivere libri, come il trattato in 3 volumi Tratado de la sociología (1947). Visse brevemente in Brasile e dopo il 1950 a Porto Rico, dove insegnò all'Universidad de Puerto Rico. Poi visse negli Stati Uniti dove insegnò in varie università tra cui il Bryn Mawr, Princeton, New York University e il Brooklyn College. Nel 1956 visitò brevemente la Spagna, ma poi non vi ritornò fino al 1980. Continuò a scrivere fino in tarda età. Nel 2005 le sue memorie sono state pubblicate in Recuerdos y olvidos. Ayala morì a 103 anni il 3 novembre 2009 a Madrid.

## Opere

### Narrativa e opere autobiografiche
- Tragicomedia de un hombre sin espíritu (1925).
- Historia de un amanecer (1926).
- Il pugilatore e un angelo (El boxeador y un ángel, 1929).
- Cazador en el alba (1930).
- Gli usurpatori (Los usurpadores, 1949).
- La cabeza del cordero (1949).
- Historia de macacos (1955).
- Morire da cani (Muertes de perro, 1958).
- Il fondo del bicchiere (El fondo del vaso, 1962).
- El as de Bastos (1963).
- El jardín de las delicias (1971).
- Recuerdos y olvidos. 1. Del paraíso al destierro (1982).
- Recuerdos y olvidos. 2. El exilio (1983).
- Recuerdos y olvidos. 3. Retornos (1988).
- El tiempo y yo, o El mundo a la espalda (1992).
- De mis pasos en la tierra (1998).
- «La niña de oro» y otros relatos (2001).
- El jardín de las delicias [edición definitiva] (2006).
- Recuerdos y olvidos (1906–2006) [edición definitiva] (2006).

### Saggi e articoli
- Indagación del cinema (1929).
- El problema del liberalismo (1941).
- Oppenheimer (1942).
- Historia de la libertad (1943).
- Los políticos (1944).
- Razón del mundo. Un examen de conciencia intelectual (1944).
- Histrionismo y representación (1944).
- Ensayo sobre la libertad (1944).
- Tratado de Sociología (1947).
- Ensayos de sociología política (1952).
- Introducción a las Ciencias Sociales (1952).
- Derechos de la persona individual para una sociedad de masas (1957).
- El escritor en la sociedad de masas (1958).
- La crisis actual de la enseñanza (1958).
- La integración social en América (1958).
- Tecnología y libertad (1959).
- Experiencia e invención (1960).
- Razón del mundo. La preocupación de España (1962).
- De este mundo y el otro (1963).
- Realidad y ensueño (1963).
- España a la fecha (1965).
- Problemas de la traducción (1965).
- El Lazarillo: reexaminado. Nuevo examen de algunos aspectos (1971).
- Confrontaciones (1972).
- Hoy ya es ayer (1972).
- Cervantes y Quevedo (1974).
- La novela: Galdós y Unamuno (1974).
- El escritor y su imagen (1975).
- Palabras y letras (1983).
- La estructura narrativa y otras experiencias literarias (1984).
- La retórica del periodismo y otras retóricas (1985).
- La imagen de España (1986).
- Mi cuarto a espadas (1988).
- Las plumas del Fénix (1989).
- El escritor en su siglo (1990).
- En qué mundo vivimos (1996).
- El escritor y el cine (1996).
- La invención del Quijote (2005).